# 漳汕高速铁路
漳州至汕头高速铁路，简称漳汕高速铁路、甬广高速铁路漳汕段，是中国一條連接福建省漳州市和廣東省汕头市的高速铁路，甬廣高速鐵路的组成部分。线路北起漳州站新建沿海客专场连接福廈客運專線，途经广东省潮州市饶平县，止於在建汕汕铁路汕头站，整体呈东北至西南走向。全线共设7座车站，其中既有漳州站和漳浦站为改建车站，汕头站工程由汕汕铁路负责，正线长度176.007公里，桥隧比88.31%，设计时速350公里。
项目投资估算总额400.7亿元，福建段由东南沿海铁路福建公司负责建设管理，广东段则由广汕铁路公司作为项目业主，工程由国铁和地方出资建设，建成后分别委托南昌局集团和广州局集团运输管理。工程于2024年2月4日开工，计划2028年7月31日竣工。

## 历史
2022年8月31日，漳州至汕头铁路首次环境影响评价信息公开。
2023年1月，国家发展改革委批复新建漳州至汕头高速铁路可行性研究报告；12月，初步设计获国铁集团、福建省人民政府以及广东省人民政府联合批复。
2024年2月4日，漳州至汕头高铁开工建设。
2025年7月18日，新建漳汕高铁漳江湾跨海特大桥主栈桥顺利搭设完成，为后续海上各工作面施工奠定基础

## 车站及接驳路线
| 车站名称     | 所在区域 | 所在区域 | 所在区域 | 启用日期       | 连接铁路                                    | 城市軌道交通換乘路線                |
| ------------ | -------- | -------- | -------- | -------------- | ------------------------------------------- | ----------------------------------- |
| 漳汕高速鐵路 |          |          |          |                |                                             |                                     |
| 漳州         | 福建省   | 漳州市   | 龍海區   | 2012年6月29日  | 厦深铁路 龙厦铁路 福廈客運專線              |                                     |
| 漳浦         | 福建省   | 漳州市   | 漳浦縣   | 2013年12月28日 | 厦深铁路                                    |                                     |
| 东山县       | 福建省   | 漳州市   | 东山县   | 建设中         |                                             |                                     |
| 诏安南       | 福建省   | 漳州市   | 诏安县   | 建设中         |                                             |                                     |
| 饶平南       | 广东省   | 潮州市   | 饶平县   | 建设中         |                                             |                                     |
| 汕头东       | 广东省   | 汕头市   | 澄海区   | 建设中         |                                             |                                     |
| 汕头         | 广东省   | 汕头市   | 龙湖区   | 1995年12月28日 | 汕汕铁路 梅汕鐵路 粤东城际铁路 广澳港区铁路 | 汕头轨道交通1号线 汕头轨道交通2号线 |